# Pulp Fiction
Pulp Fiction és una pel·lícula de l'any 1994 dirigida per Quentin Tarantino, que la va coescriure amb Roger Avary durant els anys 1992 i 1993, incloent escenes que originalment havien estat escrites per a True Romance. És considerada per molta gent com una fita en la història del cinema postmodern, que ha influït en el moviment de pel·lícules independents. Pulp Fiction és considerada per molts experts com l'obra mestra de Tarantino, amb particulars elogis pel seu guió. El 2008, Entertainment Weekly la va nomenar millor pel·lícula des de 1983.
La pel·lícula va fer un gran impacte per a molts dels actors que hi van formar part. És el cas de John Travolta que, gràcies a la seva interpretació de gàngster en Pulp Fiction, va veure com la seva carrera es revifava després d'uns anys plens de fracassos; o de Samuel L. Jackson i Uma Thurman, que es van convertir en estrelles internacionals.
L'argument té quatre històries de violència i redempció, en què es barregen les vides de dos gàngsters, la dona d'un mafiós, un boxejador fracassat i una parella d'atracadors maldestres.
Un dels encerts de la pel·lícula va ser incloure una banda sonora amb els temes més populars de la música surf dels anys 60, de la qual el seu director és un entusiasta. Mirsilou és el seu hit principal, quan obren els crèdits.
Es va estrenar el 21 de maig de 1994 en el Festival de Cinema de Cannes, on va aconseguir la Palma d'Or. Posteriorment, va ser guardonada amb el Globo d'Or al millor guion i va obtenir set candidatures en la 67ª edició dels Premis Óscar (entre ells millor pel·lícula i millor director) i, encara que només va obtenir l'Óscar al millor guió original, va rebre més de quaranta premis internacionals i sengles nominacions. En 2013, la pel·lícula va ser considerada «cultural, històrica i estèticament significativa» per la Biblioteca del Congrés dels Estats Units i seleccionada per a la seva preservació en el National Film Registry.
Pulp Fiction és considerada com un dels principals representants del cinema postmodern. A més, la seva estructura i el seu estil poc convencionals l'han convertit en una pel·lícula de culte la influència del qual s'ha deixat sentir en altres pel·lícules, així com en altres camps culturals.
Aquesta pel·lícula ha estat doblada al català.

## Argument
La pel·lícula no s'estructura cronològicament (la majoria de pel·lícules de Tarantino tenen quelcom de característic en la seva estructura). Comença amb una definició de diccionari de la paraula pulp i una escena en què dos delinqüents, en Pumpkin ("carbassa") i la Honey Bunny ("conilleta") decideixen atracar el restaurant on estan esmorzant. En tota la pel·lícula, s'intercalen les següents tres històries interrelacionades.

## Repartiment
- John Travolta com a Vincent Vega
- Samuel L. Jackson com a Jules Winnfield
- Bruce Willis com a Butch Coolidge
- Uma Thurman com a Mia Wallace
- Ving Rhames com a Marsellus Wallace
- Harvey Keitel com a Winston Wolfe El Llop
- Tim Roth com a Pumpkin (Ringo)
- Amanda Plummer com a Honey Bunny
- Maria de Medeiros com a Fabienne
- Eric Stoltz com a Lance
- Rosanna Arquette com a Jody
- Christopher Walken com a capità Koons
- Quentin Tarantino com a Jimmie

### Papers menors
- Paul Calderon - Paul
- Bronagh Gallagher - Trudi
- Peter Greene - Zed
- Stephen Hibbert - The Gimp
- Angela Jones - Esmarelda Villalobos
- Phil LaMarr - Marvin
- Julia Sweeney - Raquel
- Quentin Tarantino - Jimmie Dimmick
- Frank Whaley - Brett
- Duane Whitaker - Maynard
- Burr Steers - Roger
- Susan Griffiths - "Marilyn Monroe"
- Steve Buscemi - "Buddy Holly"
- Venessia Valentino - Bonnie Dimmick
- Alexis Arquette - Fourth Man
- Kathy Griffin - Kathy Griffin

Pròleg
La pel·lícula comença al matí, en una cafeteria de Los Angeles on es troba una parella de joves criminals, Pumpkin (a qui Jules crida Ringo) i Yolanda (anomenada també Honey Bunny) (Tim Roth i Amanda Plummer). Ells dos discuteixen sobre els riscos que comporta la seva activitat i, finalment, es decideixen a atracar la mateixa cafeteria en la qual estan. Es produeix llavors la primera cort en la pel·lícula i comencen els crèdits inicials al ritme de Misirlou.

### Vincent i Jules (1)
Vincent Vega i Jules Winnfield són dos gàngsters sense escrúpols amb un encàrrec: han d'anar a un apartament a recuperar un maletí robat al seu cap. Comença amb la conversa que tenen els dos homes mentre hi van, una conversa totalment quotidiana sobre la dona del seu cap, la Mia Wallace, massatges de peus i patates amb maionesa. Un cop a l'apartament, i després de xerrar una mica amb els suposats tres lladres, aparentment sense males intencions, recuperen el maletí. Aquest, quan és obert, emet una llum ataronjada i un soroll similar al d'una màquina, però el seu contingut no serà mai revelat. Després de més conversa, en Jules assassina inesperadament un dels lladres. I, amb una mica més de xerrameca, incloent una escènica recitació d'un passatge de la Bíblia, en Jules i en Vincent cusen a trets un segon home. Això deixa a la ssala només un dels delinqüents, espantat en un racó.

### Vincent i Mia
Comencem en un bar, amb Marsellus Wallace, el cap de Vincent i Jules, parlant amb Butch Coolidge, un boxejador que té un mal moment professional, i convencent-lo perquè es deixi guanyar a canvi de diners en un pròxim combat. Aleshores arriben Vincent i Jules. Vincent discuteix amb Butch i l'insulta. Ens traslladem a la casa de Lance, un traficant de drogues proveïdor habitual de Vincent. La conversa els porta a parlar del cotxe de Vincent, i aquest explica que algú l'hi ha ratllat (podem suposar que Butch, després de la seva discussió). Vincent compra heroïna i la guarda en una bossa. Després d'injectar-se'n, es dirigeix a la casa de la Mia Wallace, ja que Marsellus li ha demanat que hi anés perquè ella no s'avorreixi mentre ell era de viatge. Es revela aleshores que ella també és consumidora de cocaïna. Vincent i Mia es dirigeixen a Jackrabbit Slim's, un curiós restaurant en què els cambrers vesteixen com estrelles de cinema i en lloc de taules hi ha cotxes. Després d'una llarga conversa, comença un concurs de ball, al qual Mia es vol presentar i Vincent l'ha d'acompanyar amb ordres de ballar bé i guanyar el premi. L'escena del ball de la parella és possiblement la més emblemàtica del film. Després arriben de nou a casa de la Mia, on, mentre en Vincent va al lavabo, Mia balla i, després, troba l'heroïna a la butxaca de l'abric d'en Vincent. Confonent-la amb cocaïna, en consumeix pel nas i li causa una sobredosi. Vincent la troba a punt de morir. Aleshores la du a la casa de Lance, el traficant, i enmig d'un intens i nerviós pànic troben la manera de fer que torni en si: cal administrar-li una dosi d'adrenalina directa al cor, clavant-li una injecció. Finalment, ho aconsegueixen i la Mia es recupera i s'aixeca... amb la xeringa encara clavada. Vincent la du a casa i acorden mantenir l'incident en secret.

### Butch
Un nen està veient la televisió a casa seva quan arriba un home amb uniforme militar. Aquest home fou amic del pare del nen, que també era militar, durant la guerra del Vietnam, i li explica una història: la història del rellotge del besavi del nen, que el seu pare va aconseguir amagar durant la guerra (introduint-se'l a l'anus) i que, un cop aquest va haver mort, l'home va conservar. L'home explica que ha vingut a donar el rellotge al nen, ja que li correspon a ell tenir el rellotge que va ser del seu pare, el seu avi i el seu besavi. Aleshores, tornem al present i veiem que aquell nen no era altre que en Butch, el boxejador fracassat, que està a punt d'entrar al combat pel qual li han pagat perquè es deixi guanyar. Però, per la ràdio d'una taxista que l'està esperant al carrer, sentim que en Butch no sols no s'ha deixat guanyar, sinó que ha matat el seu contrincant. En Marsellus Wallace està furiós i ordena que no s'escatimin esforços per trobar el boxejador. Després d'un curiós trajecte amb taxi, en Butch arriba a un hotel, on l'està esperant la seva xicota, la Fabienne. L'endemà, en Butch explica que té intenció de marxar amb ella a algun lloc remot, ja que, gràcies a una hàbil jugada, ha fet molts diners anant contra totes les apostes i guanyant el combat al primer assalt. Aleshores, però, descobreix que la Fabienne, que li ha fet la maleta, s'ha descuidat de posar a la maleta el rellotge del seu pare, avi i besavi. En Butch no vol marxar sense el rellotge, per la qual cosa se'n va cap a casa seva, tot i que probablement hi haurà gàngsters d'en Marsellus Wallace vigilant. Un cop allà, recupera el rellotge i, just quan semblava que no hi havia ningú, troba una metralleta a la cuina. Llavors surt del lavabo el propietari de la metralleta: en Vincent. En Butch dispara, el mata i fuig. Se'n torna al seu cotxe, però es troba amb el mateix Marsellus Wallace, que creua una pas de vianants. Ràpidament l'atropella, però xoca amb un altre cotxe. Aleshores comencen una persecució a peu, amb tiroteig inclòs. En Butch intenta amagar-se en una botiga, a la qual el segueix en Marsellus. En Butch li pren la pistola però, quan està a punt de matar-lo, el venedor l'apunta amb una escopeta i el desarma. Els segresta tots dos i els porta al soterrani de la botiga, on ell i un amic seu comencen a abusar sexualment d'en Marsellus. Mentrestant, en Butch pot fugir (després de reduir un estrambòtic presoner dels segrestadors que no sembla voler ser alliberat ni permetre que ell marxi), però, amb una espasa que troba a la botiga, torna sobre els seus passos per alliberar en Marsellus. En Butch assassina un dels segrestadors amb l'espasa i deixa l'altre amb en Marsellus, que anuncia que li farà tota mena de tortures. En Marsellus perdona en Butch, però li diu que se'n vagi de la ciutat i no hi torni mai més. En Butch s'afanya a sortir de la botiga, torna a l'hotel amb la Fabienne i se'n van junts... amb el rellotge i els diners i sense ningú que els persegueixi.

### Vincent i Jules (2)
Tornem al moment en què en Jules recita un passatge de la Bíblia, just abans d'assassinar un dels presumptes lladres del maletí d'en Marsellus, però aquesta vegada veiem que hi ha un quart lladre amagat al lavabo amb un revòlver. Quan en Jules i en Vincent han acabat de disparar, surt del lavabo i els dispara, però, miraculosament, cap de les bales no els toca. Aquest fet ha estat font de molts debats, ja que, de fet, a la paret ja es poden veure els forats de les bales abans que el lladre dispari i, a més, estan just darrere d'en Jules i en Vincent, per la qual cosa les bales els haurien hagut de travessar. Els gàngters maten l'home que els ha disparat. Comencen aleshores una discussió sobre el que acaba de passar: en Jules està convençut que ha estat una intervenció divina, mentre en Vincent creu que només ha estat qüestó de sort. Amb l'únic lladre que queda viu, se'n tornen cap al cotxe, on continuen la discussió. En Vincent, al seient de copilot, es gira per demanar l'opinió al lladre i, aleshores, se li dispara accidentalment la pistola, cosa que deixa tot l'interior del cotxe ple de sang i trossos de cervell del lladre. En Jules truca a un amic seu, en Jimmie, i decideixen anar a casa seva. Un cop allí, té lloc una situació delicada: en Jimmie, un home molt susceptible, no vol que en Jules i en Vincent segueixin a la casa quan arribi la seva dona, i no sembla apreciar res que no sigui el seu cafè. En Jules truca a en Marsellus, que li envia en Winston Wolfe, el Llop, un "especialista a resoldre problemes". Gràcies a les seves indicacions aconsegueixen rentar el cotxe, canviar-se de roba i marxar en el temps necessari. Porten el cadàver a un home anomenat Joe perquè el faci desaparèixer. Un cop resolts els problemes, en Jules i en Vincent decideixen anar a esmorzar... justament al restaurant on ha començat la pel·lícula, amb en Pumpkin i la Honey Bunny decidint atracar-lo. En Jules continua creient que el fenomen que han presenciat ha estat un miracle, per la qual cosa anuncia que es retirarà de la vida de delinqüent. En Vincent va al lavabo i, aleshores, els dos atracadors comencen a atracar el restaurant: amb una pistola cadascun, ordenen a tothom que vagi posant la cartera en una bossa d'escombraries. Quan arriba a en Jules, un dels atracadors li demana que li doni el maletí, però en Jules s'hi nega i li pren la pistola aprofitant una distracció. En Jules li recita el passatge de la Bíblia que sol dir abans de matar algú, però aquesta vegada li explica a l'atracador que ell és un home dolent, però que està intentant millorar. Deixa que els atracadors se'n vagin (sense el maletí) i, finalment, en Jules i en Vincent abandonen el restaurant i s'endinsen de nou en la jungla urbana.

Epíleg
Mentrestant, en la cafeteria, Vincent es retira un moment al bany, els dos joves atracadors comencen l'assalt. Jules, com els altres clients, li lliura la seva cartera a Pumpkin, però est li ordena que obri el maletí. Quan Jules ho obre, Pumpkin queda fascinat pel que veu i Jules aprofita el moment per a agarrar la seva pistola i prendre el control de la situació. Yolanda apunta llavors a Jules, però Vincent surt del bany a temps per a apuntar a Yolanda, en una espècie de duel a la mexicana. Com a primer acte de redempció de la seva nova vida, Jules pronuncia la cèlebre frase de Ezequiel i permet que Pumpkin i Yolanda es vagin amb els diners, simbòlicament comprant el perdó i la vida dels assaltants, però no els deixa el maletí. Per a finalitzar, es veu a Vincent i Jules sortint de la cafeteria disposats a lliurar-li el maletí a Marsellus.

## Premis i reconeixement
La pel·lícula va rebre gran suport dels crítics des de la seva estrena, malgrat la polèmica generada per la seva intensa violència i una escena que mostra explícitament una violació anal. Actualment, és considerada una de les deu millors pel·lícules de gàngsters de la història per l'American Film Institute, i ocupa la cinquena posició en el rànquing de millors pel·lícules de l'Internet Movie Database (IMDb). Al Festival Internacional de Cinema de Canes de 1994, el jurat, presidit per Clint Eastwood, li va atorgar el màxim guardó, la Palma d'Or. Va rebre sis nominacions als Globus d'Or, deu als premis BAFTA i set als Oscar, incloent sempre Millor Pel·lícula, Director, Actor protagonista (John Travolta), Actor secundari (Samuel L. Jackson) i Actriu secundària (Uma Thurman). En totes tres ocasions, va guanyar el premi al Millor guió original. En total, Pulp fiction va rebre 44 premis i unes altres 40 nominacions arreu del món. També va ser nominada al César a la millor pel·lícula estrangera.
Un dels aspectes de la pel·lícula més reconeguts són els seus diàlegs, com ara la primera escena, en què dos delinqüents discuteixen sobre si atracar un restaurant, la cèlebre conversa que mantenen Travolta i Jackson al cotxe sobre com són els establiments de menjar ràpid a Europa (concretament a Amsterdam, on Tarantino va escriure bona part de la pel·lícula) o el sopar que comparteixen Travolta i Thurman, entre molts d'altres. Aquest reconeixement s'ha mantingut en la majoria de pel·lícules de Tarantino, en què els particulars diàlegs solen ser un dels principals elements que distingeixen l'obra.
Cal dir que molts dels premis que Pulp Fiction no va obtenir se'ls va endur Forrest Gump. La lluita que van mantenir les dues pel·lícules pels diversos premis, especialment als Oscar, s'ha arribat a interpretar com un enfrontament entre el Hollywood clàssic (una estrella com Tom Hanks en una gran producció, un patriòtic drama de superació personal que respon als esquemes de pel·lícula que solen premiar els Oscars) i el cinema independent, fet sense el suport de grans noms o estudis, que aporta una nova visió sense prejudicis.
Pulp fiction fou també un gran èxit a les taquilles, ja que, amb un pressupost de 8 milions de dòlars, en va recaptar 213 als cinemes de tot el món. Va ser la pel·lícula amb més èxit de crítica, premis i recaptació de Tarantino fins a l'arribada, 15 anys després, d'Inglourious Basterds.